# Dymph van den Boom
Dymphna Cornelia (Dymph) van den Boom (Roosendaal en Nispen, 3 mei 1951) is een Nederlands ontwikkelingspsycholoog en hoogleraar.

## Jeugd
Haar vader was kapper en bezat verscheidene kapperszaken. Hij overleed toen zij tien jaar oud was. Na zijn overlijden nam haar moeder een van de kapperszaken over. Op zaterdagen werkte ze in de kapperszaak van haar moeder. Ze volgde de ulo en vervolgens studeerde ze aan de pedagogische academie. 

## Loopbaan
Na het behalen van haar onderwijsakte werd ze onderwijzeres op een Lomschool. Van den Boom studeerde in 1981 af in ontwikkelingspsychologie aan de Universiteit Leiden. In de vroege jaren 80 werkte zij enige tijd bij Amerikaanse universiteiten: Indiana, Minnesota en Harvard. In 1988 promoveerde zij aan de Universiteit Leiden op het proefschrift Neonatal irritability and the development of attachment: observation and intervention over wat ze zelf 'prikkelbare baby's' noemde. Hierna bleef ze aan de Universiteit Leiden verbonden als wetenschappelijk medewerker, totdat ze in 1995 overstapte naar de Universiteit van Amsterdam (UvA) voor een positie als hoogleraar Empirisch-theoretische opvoedkunde van normale opvoedingssituaties; zij aanvaardde dit laatste ambt op 25 oktober 1995. 
In 2001 begon ze zich meer op bestuurswerkzaamheden te richten, toen ze werd aangesteld als decaan van de Faculteit der Maatschappij- en Gedragswetenschappen van de UvA. Ze vervulde deze functie tot en met 2007. Per 1 oktober 2007 werd ze benoemd tot rector magnificus van de UvA, waarmee ze Paul van der Heijden opvolgde. Ze werd hiermee de eerste vrouwelijke rector magnificus van een grote Nederlandse universiteit. Tevens trad ze toe tot het college van bestuur van de UvA en de Hogeschool van Amsterdam (HvA). Per 19 april 2015 werd ze benoemd tot waarnemend voorzitter van het college van bestuur nadat Louise Gunning opstapte. Per 1 juni 2016 werd ze als rector opgevolgd door Karen Maex. Op 9 januari 2017 werd ze benoemd tot officier in de Orde van Oranje-Nassau. 
Uit hoofde van haar bestuursfuncties bij de UvA en HvA was ze onder meer voorzitter van de Stichting Gastenverblijven van de UvA, bestuurslid van de Stichting de Nationale DenkTank en juryvoorzitter voor de uitreiking van de driejaarlijkse Hélène de Montigny-prijs.
Van den Boom werd per 1 maart 2018 voor de duur van anderhalf jaar aangesteld als interim-decaan van de Erasmus School of History, Culture and Communication (ESHCC) van de Erasmus Universiteit Rotterdam, met als doel het toekomstperspectief van deze faculteit te onderzoeken. Eind maart 2019 adviseerde ze om de ESHCC te laten fuseren met de Erasmus School of Social and Behavioural Sciences (ESSB). Op 28 mei 2019 nam ze per direct ontslag, naar eigen zeggen omdat ze haar advieswerk had afgerond.
Ze participeert ook als adviseur in de commissie Onderwijs & Onderzoek van de Stichting Katholieke Universiteit (SKU), het bevoegd gezag van de Radboud Universiteit en het Radboudumc te Nijmegen; deze commissie houdt zich onder andere bezig met wetenschappelijke integriteit.
Van den Boom publiceert op het gebied van onder meer ontwikkelingspsychologie en ontwikkelingspsychopathologie.  
UvA-onderzoek
Op 3 juni 2019 publiceerde Frank van Kolfschooten in NRC Handelsblad een artikel waarin zij beschuldigd werd van structureel plagiaat in haar proefschrift en in acht van de tien diesredes die zij als rector van de UvA hield. Andere publicaties werden niet onderzocht. Mede op verzoek van Van den Boom zelf stelde de universiteit een extern onderzoek in naar de vraag "of er sprake is van het schenden van de regels voor wetenschappelijke integriteit in de openingstoespraken en het proefschrift". Jurist Kees Schuyt - geen lid van de commissie - noemde het in NRC Handelsblad "tamelijk absurd om met de normen van nu iemand voor een aantal betwiste tekstfragmenten uit 1988 aan te klagen".
Op 16 december 2019 kwam het rapport uit van de tweehoofdige externe onderzoekscommissie die de UvA had ingesteld. Ondanks "(een patroon van) slordigheden en tekortkomingen" in de teksten van Van den Boom had zij volgens de onderzoekers "geen wetenschappelijke inzichten en ideeën van anderen gepresenteerd als van haarzelf". Daardoor zag de commissie geen aanleiding tot nader onderzoek.

## Publicaties (selectie)
Boeken
- Van den Boom, D.C., Neonatal irritability and the development of attachment. Observation and intervention. Dissertatie Rijksuniversiteit Leiden, 1988, 316 p.
- Van den Boom, D.C., Ouders op de voorgrond. Een educatieve lijn voor 0-18 jaar. Sardes, Utrecht, 1999, 80 p.

Artikelen
- Van den Boom, D.C., Ontwikkelingspsychologie en pedagogiek: Een vreemd huwelijk?, in: Nederlands tijdschrift voor opvoeding, vorming en onderwijs, 12/4), 1996, p. 214-225.
- Van den Boom, D.C.; Hoeksma, J.B.; Koops, W., How is development conceptualized in mother-child interaction research?, in: Development of interaction and attachment: Traditional and non-traditional approaches, 1997, p. 141-156.
- Hosenfeld, B.; van den Boom, D.C.; Resing, W.C.M., Constructing geometric analogies for the longitudinal testing of elementary school children in: Journal of Experimental Child Psychology 64, 1997, p. 367-395
- Van den Boom, D.C.; Meijnen, G.W., Aanleg en milieu-invloed: enkele ontwikkelingen, in: Pedagogische Studiën, 75/6, 1998, p. 55-75.
- Bos, H.M.W.; van Balen, F.; van den Boom, D.C., Child adjustment and parenting in planned lesbian-parent families, in: American Journal of Orthopsychiatry 77, 2007, p. 38-48.
- Majdandžić, M.; Möller, E.; Bögels, S.; van den Boom, D., Verschillen tussen vaders en moeders in de relatie tussen opvoedingsgedrag en sociale angst van hun kinderen, in: Pedagogiek 31/1, 2011, p. 11-28.
- Majdandžić, M.; Möller, E.L.; de Vente, W.; Bögels, S.M.; van den Boom, D.C., Fathers' challenging parenting behavior prevents social anxiety development in their 4-year-old children: a longitudinal observational study, in: Journal of Abnormal Child Psychology 42/2, 2014, p. 301-310.